# Juniorstudium
Das Juniorstudium, auch Frühstudium oder Schülerstudium genannt, ist ein spezielles Förderprogramm zur Unterstützung besonders begabter und leistungsstarker Schüler seitens einer Universität oder Fachhochschule. Es bietet in Deutschland an den meisten Universitäten Schülern aller weiterführender Schulen die Möglichkeit, parallel zur Schule oder Berufsausbildung ein Studium zu beginnen. Diese Art der Studienvorbereitung findet man vor allem in der Musik. Jungstudenten unterscheiden sich von Gasthörern, da sie einen Studentenstatus genießen. Das Juniorstudium ist ein Instrument der Begabtenförderung.

## Ziele
Das Juniorstudium soll den Schülerinnen und Schülern die Möglichkeit geben, einen Einblick in universitäres Lernen zu erhalten und dient dabei gleichzeitig als Orientierungshilfe für den späteren Studienwunsch.
Ziele des Programms sind das Wahrnehmen zusätzlicher Lernangebote, die selbstständige Aufnahme von Wissen, die Übernahme von Eigenverantwortung und das Ergreifen von Eigeninitiative, eine mögliche Einsparung der Studienzeit und ein interdisziplinäres Lernen durch verschiedene Fachbereiche.
Verschiedene Universitäten und Fachhochschulen beteiligen sich an dem Projekt, überwiegend in naturwissenschaftlichen Fächern. Die Universität Hannover bot zum Wintersemester 1999 als erste deutsche Universität ein solches Juniorstudium an. Dies galt damals den Grundwehr- und Zivildienstleistenden und Auszubildenden mit allgemeiner Hochschulreife, um einen fließenden Übergang zwischen Schule, Beruf und Universität zu schaffen. Mittlerweile können sich auch Schüler bewerben. Die Schüler nehmen auf Wunsch auch an den Prüfungen teil, um Scheine zu erwerben, durch deren Anrechnung bei einem späteren Studium in einem ähnlichen Bereich Zeit und Geld gespart werden können. Häufig dauert das Schülerstudium nur ein Semester, die Regeln sind an den verschiedenen Lehreinrichtungen unterschiedlich. Ein Wechsel des Fachs zum nächsten Semester ist möglich und häufig zur Orientierung auch sinnvoll.
In Kooperation mit der FOM ermöglicht die Claussen-Simon-Stiftung Schülern seit Jahren, über ein Stipendium an einem von mehr als 22 Studienorten zu studieren.

## E-Learning und Juniorstudium
Klassische Ansätze zum Juniorstudium kollidieren häufig mit dem weiterhin zu absolvierenden Unterrichtsstoff in der Schule; oft kommt es für die Juniorstudenten zum Unterrichtsausfall. Dies macht die Teilnahme für viele Schüler aus organisatorischen Gründen unmöglich. Auch der finanzielle Aspekt kann problematisch sein, wenn lange Fahrten zur Universität oder Fachhochschule notwendig sind – allgemeine, bzw. pauschale Kosten wie Studiengebühren entstehen allerdings nicht.
An diesem Punkt setzen Konzepte an, die bestimmte Formen elektronischen Lernens (E-Learning) integrieren, beispielsweise das mediengestützte Juniorstudium der Universität Rostock. Durch sogenanntes Blended Learning werden die Präsenzphasen auf drei Termine im Semester reduziert. Dadurch können auch Schüler finanzschwacher Eltern oder weit von der Universität entfernt lebende Schüler ein Juniorstudium absolvieren.
Damit jedoch die Qualität eines solchen Studiums nicht leidet, sind intensivere Betreuungsmaßnahmen als im regulären Frühstudium nötig. Neben dem eigentlichen Dozenten müssen E-Coaches und Tele-Tutoren den Prozess der Wissenskonstruktion unterstützen. Auch ist ein schneller Internet-Anschluss nötig. Durch die mittlerweile gute Ausstattung der Schulen mit Computertechnik stellt dies jedoch kein großes Hindernis mehr dar.

## Musik-Jungstudenten
Ein Musik-Jungstudent muss vorhaben, Musik zu studieren und nach dem Studium einen Beruf als Musiker zu ergreifen. Er muss während der Studienvorbereitung noch eine Berufsausbildung machen oder zur Schule gehen. Zu Beginn der Studienvorbereitung darf er höchstens 19 Jahre alt sein.
Der Jugendliche muss in einem Eignungstest nachweisen, dass er hochbegabt ist und dass sein momentaner Ausbildungsstand sehr gut ist. Außerdem muss er Gelegenheit haben, jeden Tag intensiv zu üben.
Musik-Jungstudenten erhalten pro Woche in der Regel 90 Minuten Unterricht. Des Weiteren sind in dem Angebot die Fächer Klavier als Zweitinstrument, Gehörbildung, Musiktheorie, sowie weitere Wahlfächer enthalten.

## Prominente Beispiele
Als Schülerstudenten bekannt geworden sind Mikko Fischer, der als erster Schülerstudent sein Vordiplom absolvierte, Felix Dietlein, der als erster Schülerstudent gleichzeitig mit seinem Abitur ein Diplom in Mathematik abschloss und Arno Pauly, der 2003 mit 17 Jahren seinen Bachelor in Informatik an der Fernuniversität in Hagen abschloss.